# Monte Percia
Il monte Percia è un monte situato in territorio di Siligo, nel Logudoro Meilogu, nella Sardegna nord-occidentale. Si trova a nord-ovest del Monte Ruju. La quota media del perimetro è di 463 m s.l.m., la sua cima si innalza fino alla quota di 536 metri. Fa parte del sistema di coni allineati in direzione NNO-SSE che comprende, il Ruju, Sos Pianos, Pubulena, Sa Figu ’e Mannu.

## Descrizione
Il Monte Percia è costituito da scorie basaltiche. Il cono è costituito al di sopra delle colate basaltiche riconducibili allo stesso centro eruttivo e a quello adiacente del Monte Ruju.